# Distretto di Güssing
Il distretto di Güssing (in tedesco Bezirk Güssing) è uno dei distretti dell'Austria, è situato nel Land del Burgenland.

## Geografia antropica

### Città
- Güssing

### Paesi
- Eberau
- Güttenbach
- Kukmirn
- Ollersdorf im Burgenland
- Sankt Michael im Burgenland
- Stegersbach
- Stinatz
- Strem

### Borghi
- Bildein
- Bocksdorf
- Burgauberg-Neudauberg
- Gerersdorf-Sulz
- Großmürbisch
- Hackerberg
- Heiligenbrunn
- Heugraben
- Inzenhof
- Kleinmürbisch
- Moschendorf
- Neuberg im Burgenland
- Neustift bei Güssing
- Olbendorf
- Rauchwart
- Rohr im Burgenland
- Tobaj
- Tschanigraben
- Wörterberg